# Insignija
Insignija (lat. insignia, množina od insigne – znak, simbol, stijeg), ili obilježje, označava vanjski znak ili simbol koji razlikuje određenu skupinu, čin, rang ili dužnost. Može predstavljati osobnu moć ili autoritet neke službene skupine ili upravnog tijela.
Insignija je najčešće izrađena od metala ili tkanine i služi kao autonomni simbol određene ili opće vlasti. U kombinaciji s drugim oznakama, odlikovanja čine sustav obilježja koji ukazuje na rang, stupanj ili dostojanstvo.
Primjeri insignija pronalazimo kod vladara (kruna, plašt, žezlo, jabuka), u vojsci (zastave, orlovi, maršalska palica, oznake činova, odličja, lente), u crkvi (tijara, palij, mitra, štap, prsten), za zemlje i gradove (zastava, grb, pečat). Čak i boja može označavati viši položaj kao tamnocrvena (grimiz) za kardinale u Katoličkoj crkvi ili vrlo skupa – purpurna koja je za Rimskog Carstva bila boja rimskih careva.